# Ivanec Križevački
Ivanec Križevački – wieś w Chorwacji, w żupanii kopriwnicko-kriżewczyńskiej, w mieście Križevci. W 2011 roku liczyła 308 mieszkańców.